# Middlefield (Massachusetts)
Middlefield é uma vila localizada no condado de Hampshire no estado estadounidense de Massachusetts. No Censo de 2010 tinha uma população de 521 habitantes e uma densidade populacional de 8,33 pessoas por km².

## Geografia
Middlefield encontra-se localizado nas coordenadas 42° 22′ 03″ N, 73° 01′ 26″ O. Segundo o Departamento do Censo dos Estados Unidos, Middlefield tem uma superfície total de 62.52 km², da qual 62.46 km² correspondem a terra firme e (0.1%) 0.06 km² é água.

## Demografia
Segundo o censo de 2010, tinha 521 pessoas residindo em Middlefield. A densidade populacional era de 8,33 hab./km².